# قلمرو اسکان

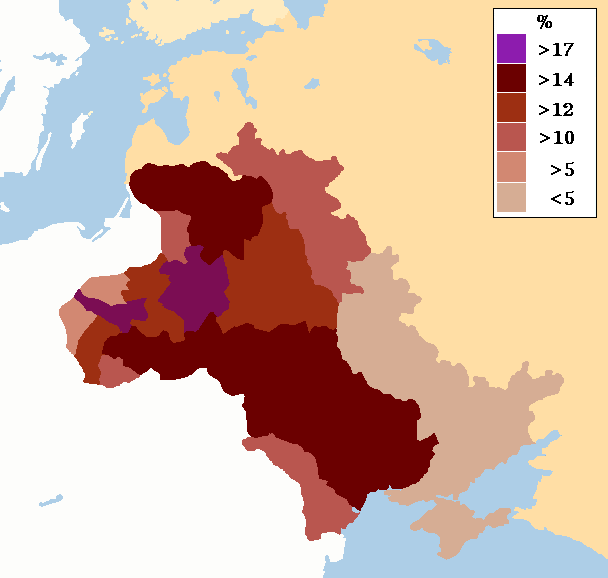
نقشه قلمرو و درصد جمعیت یهودیان (حدود ۱۹۰۵)

قلمروی اسکان (به روسی: Черта́ осе́длости) نامی برای منطقه‌ای بود که اجازه اقامت دائم یهودیان در آن توسط امپراطوری روسیه داده شده بود. اقامت دائم یهودیان خارج از این محدوده به طور کلی ممنوع شده بود.